# Australomimetus kioloensis
Australomimetus kioloensis là một loài nhện trong họ Mimetidae.
Loài này thuộc chi Australomimetus. Australomimetus kioloensis được miêu tả năm 1986 bởi Heimer.